# Ronde van Spanje 2019/Negende etappe
De negende etappe van de Ronde van Spanje 2019 wordt verreden op 1 september tussen Andorra la Vella en Cortals d'Encamp. Deze korte etappe door Andorra gaat over drie zware beklimmingen. 
| Andorra la Vella – Cortals d'Encamp (94,4 km) |                     |                    |          |
| Plaats                                        | Naam                | Ploeg              | Tijd     |
| 1                                             | Tadej Pogačar       | UAE Team Emirates  | 2u58'09" |
| 2                                             | Nairo Quintana      | Movistar Team      | + 22"    |
| 3                                             | Primož Roglič       | Team Jumbo-Visma   | + 48"    |
| 4                                             | Alejandro Valverde  | Movistar Team      | z.t.     |
| 5                                             | Marc Soler          | Movistar Team      | + 57"    |
| 6                                             | Hermann Pernsteiner | BORA-hansgrohe     | + 59"    |
| 7                                             | Sergio Higuita      | EF Education First | + 1'01"  |
| 8                                             | Wilco Kelderman     | Team Sunweb        | z.t.     |
| 9                                             | Miguel Ángel López  | Astana Pro Team    | z.t.     |
| 10                                            | Tao Geoghegan Hart  | Team INEOS         | + 1'38"  |
|                                               |                     |                    |          |
| 29                                            | Dylan Teuns         | Bahrain-Merida     | + 6'10"  |

| Algemeen klassement |                    |                   |           |
| Plaats              | Naam               | Ploeg             | Tijd      |
| Rode trui           | Nairo Quintana     | Movistar Team     | 35u18'18" |
| 2                   | Primož Roglič      | Team Jumbo-Visma  | + 6"      |
| 3                   | Miguel Ángel López | Astana Pro Team   | + 17"     |
| 4                   | Alejandro Valverde | Movistar Team     | + 20"     |
| 5                   | Tadej Pogačar      | UAE Team Emirates | + 1'42"   |
| 6                   | Carl Fredrik Hagen | Lotto Soudal      | + 1'46"   |
| 7                   | Nicolas Edet       | Cofidis           | + 2'21"   |
| 8                   | Rafał Majka        | BORA-hansgrohe    | + 3'22"   |
| 9                   | Wilco Kelderman    | Team Sunweb       | + 3'53"   |
| 10                  | Dylan Teuns        | Bahrain-Merida    | + 4'46"   |

1e etappe ·
2e etappe ·
3e etappe ·
4e etappe ·
5e etappe ·
6e etappe ·
7e etappe ·
8e etappe ·
9e etappe ·
10e etappe ·
11e etappe ·
12e etappe ·
13e etappe ·
14e etappe ·
15e etappe ·
16e etappe ·
17e etappe ·
18e etappe ·
19e etappe ·
20e etappe ·
21e etappe
Startlijst · Eindstanden · Afbeeldingen